# Extracts from Adam's Diary
Extracts from Adam's Diary is een  komisch kort verhaal uit 1904 van Mark Twain.
In de vorm van een dagboek beschrijft Adam hoe Eva in de Tuin van Eden komt en hoe hij met "dit nieuwe wezen met lang haar" moet leven.
Het verhaal geeft een komische versie van het scheppingsverhaal van Genesis. Het begint met de aankomst van Eva, beschreven als een enerverend wezen met een fixatie om alles een naam te geven, iets wat Adam niet nodig heeft. Het verhaal gaat verder naar de zondeval en de vondst van Kaïn, een wezen waar Adam maar niets van kan begrijpen. Hij zet zijn ironisch-wetenschappelijke brein aan het werk om de herkomst van Kaïns soort te leren kennen; hij denkt dat het een vis is, dan een kangoeroe en een beer. Uiteindelijk ziet hij in dat het een mens is, net zoals hijzelf.
Het werk is humoristisch en ironisch en geeft een nieuwe draai aan het verhaal van Genesis: slechts weinigen besteden hun gedachten aan hoe het leven moest zijn voor Adam, alles ontdekkend, zonder te denken aan de rol van God in dit alles. En uiteindelijk de liefde voor Eva.
Het verhaal is onderdeel van de Dagboeken uit de Tuin van Eden, waaronder 'That Day in Eden', 'Eve Speaks', 'Adam's Soliloquy', 'Eve's Diary' en 'Autobiography of Eve'.